# 胡海峰 (演员)
胡海峰（1980年12月1日—），中国大陆青年男演员。 
出生于山东济南，2003年毕业于上海戏剧学院。2002年，上三年级的胡海峰接拍了第一部电视剧《无罪辩护》。2009年凭借电视剧《最后的99天》中反派陈安一角，初露头角。

## 電視劇
| 拍摄时间 | 劇名         | 角色   |
| -------- | ------------ | ------ |
|          | 家有公婆     | 高一鸣 |
|          | 一轮明月年   | 柳亚子 |
| 2002年   | 无罪辩护     |        |
| 2006年   | 我们像葵花   | 刘建国 |
| 2008年   | 最后的99天   | 陈安   |
| 2009年   | 大屋下的丫鬟 | 石豹   |
| 2009年   | 康百万       | 康悔文 |
| 2010年   | 风声传奇     | 白小年 |
| 2010年   | 风雨梵净山   | 张明堂 |
| 2013年   | 舞乐传奇     | 苏决   |